# Unterseeboot UC-22
Pour les autres navires du même nom, voir Unterseeboot 22.
L'Unterseeboot UC-22 est un sous-marin (U-Boot) mouilleur de mines allemand de type UC II utilisé par la Kaiserliche Marine pendant la Première Guerre mondiale. Le U-boot a été commandé le 29 août 1915 et lancé le 1er février 1916. Il a été mis en service dans la marine impériale allemande le 30 juin 1916 sous le nom de UC-22. En 15 patrouilles, l'UC-22 a coulé 23 navires, soit par ses torpilles, soit par les mines qu’il a posées. L'UC-22 s’est rendu à la France le 3 février 1919 et fut démantelé à Landerneau en juillet 1921. 

## Conception
Sous-marin de type UC II, l'UC-22 avait un déplacement de 417 tonnes en surface et de 493 tonnes en plongée. Il avait une longueur hors tout de 49,35 m, un maître-bau de 5,22 m et un tirant d'eau de 3,65 m. Le sous-marin était propulsé par deux moteurs diesel 6 cylindres à quatre temps produisant chacun 250 ch (180 kW), soit un total de 500 ch (370 kW), et par deux moteurs électriques produisant 460 ch (340 kW), actionnant deux arbres d'hélice.
Le sous-marin avait une vitesse maximale de 11,6 nœuds (21,5 km/h) en surface et de 7 nœuds (13 km/h) en immersion. Son autonomie était de 9430 milles marins (17460 km) à 7 nœuds (13 km/h) en surface, et de 55 milles marins (102 km) à 4 nœuds (7,4 km/h) en immersion. Il lui fallait 35 secondes pour plonger, et il était capable d’opérer à une profondeur maximale de 50 mètres.
L’UC-22 était équipé de trois tubes lance-torpilles de 500 mm, un à l’arrière et deux à l’avant, avec sept torpilles, et d’un canon de pont de 8,8 cm SK L/30. Mais son arme principale était ses six puits de mine de 1000 mm portant dix-huit mines UC 200. Son effectif était de vingt-six membres d’équipage.

## Affectations
- Flottille de Pola / Mittelmeer / Mittelmeer II : du 12 octobre 1916 au 11 novembre 1918

## Commandants
- Oberleutnant zur See Heino von Heimburg : du 1er juillet 1916 au 13 juillet 1917
- Oblt.z.S. Erich Wiesenbach : du 14 juillet au 16 octobre 1917
- Oblt.z.S. Carl Bünte : du 1er janvier au 16 mai 1918
- Oblt.z.S. Eberhard Weichold : du 17 mai au 29 novembre 1918

## Navires coulés
| Date              | Nom              | Nationalité      | Tonnage | Destin          |
| ----------------- | ---------------- | ---------------- | ------- | --------------- |
| 28 septembre 1916 | Emma             | Empire russe     | 279     | Coulé           |
| 29 novembre 1916  | Luciston         | United Kingdom   | 2948    | Coulé           |
| 1 décembre 1916   | Burcombe         | United Kingdom   | 3516    | Coulé           |
| 4 décembre 1916   | Algérie          | France           | 4035    | Coulé           |
| 28 décembre 1916  | Oronsay          | United Kingdom   | 3761    | Coulé           |
| 30 décembre 1916  | Apsleyhall       | United Kingdom   | 3882    | Coulé           |
| 1 janvier 1917    | Baycraig         | United Kingdom   | 3761    | Coulé           |
| 27 février 1917   | Bellorado        | United Kingdom   | 4649    | Endommagé       |
| 3 avril 1917      | Cloughton        | United Kingdom   | 4221    | Endommagé       |
| 3 avril 1917      | Oberon           | United Kingdom   | 5142    | Endommagé       |
| 5 avril 1917      | Agia             | Grèce            | 20      | Coulé           |
| 5 avril 1917      | Evangelistria    | Grèce            | 29      | Coulé           |
| 5 avril 1917      | Kyriotis         | Grèce            | 19      | Coulé           |
| 17 juin 1917      | Aghios Georgios  | Grèce            | 16      | Coulé           |
| 20 juin 1917      | Ariane           | France           | 414     | Coulé           |
| 31 juillet 1917   | Regina           | Grèce            | 70      | Coulé           |
| 3 août 1917       | San Nicola       | Royaume d'Italie | 30      | Coulé           |
| 14 août 1917      | Julita           | Espagne          | 641     | Coulé           |
| 22 août 1917      | Golo II          | France           | 1380    | Coulé           |
| 20 janvier 1918   | HMS Louvain      | Royal Navy       | 1830    | Coulé, 224 tués |
| 25 janvier 1918   | Aghios Dimitrios | Grèce            | 50      | Coulé           |
| 16 avril 1918     | Romania          | Royaume d'Italie | 2562    | Coulé           |
| 13 juin 1918      | Octo             | Norvège          | 1620    | Coulé           |
| 9 août 1918       | Girolamo Ciolino | Royaume d'Italie | 58      | Coulé           |
| 10 août 1918      | Polynésien       | France           | 6373    | Coulé           |
| 27 août 1918      | SS Pampa         | France           | 4471    | Coulé, 117 tués |